# Глухой зубной щелевой согласный
Глухой зубной щелевой согласный (обозначение «θ», греческая буква тета) — глухой межзубный (интердентальный) согласный, имеющийся в некоторых языках мира. 
Отсутствует во всех балто-славянских языках, в том числе в русском. Из тюркских языков широко представлен в башкирском и туркменском. Часто вызывает трудности освоения у носителей языков, в которых он отсутствует. В некоторых языках — таких как испанский — этот звук появился в ходе исторического развития языка относительно недавно. В других языках, а именно — в германских, его происхождение возводят к в доисторическим временам и считают следствием закона Гримма. 
Отличается неустойчивостью: даже в тех языках, литературным формам которых он свойственен, наблюдается склонность к его постепенному замещению другими звуками. Так, уверенно восстанавливаемый для прагерманского языка и многих древних языков германской группы, за последние полтора тысячелетия он исчез почти во всех современных языках этой группы, оставшись только в английском и исландском. В каппадокийском диалекте греческого языка он выпадает или переходит в «т»
Звонкое соответствие — звонкий зубной щелевой согласный [ð].

## Характеристика
- Место образования: межзубный
- Способ образования: щелевой фрикатив
- Тип фонации: глухость

## Русскаятранскрипция
В русский язык межзубные звуки проникали наиболее часто в составе греческих, латинских и английских заимствований, однако они всегда русифицируются, превращаясь в звук «т», «ф» или «с»: др.-греч. θάλασσα > русск. талассократия, англ. Fort Worth > русск. Форт-Ворт (Верт).

## Примеры
| Язык                    | Слово   | МФА       | Значение    | Примечание                                                  |
| ----------------------- | ------- | --------- | ----------- | ----------------------------------------------------------- |
| Албанский               | thotë   | [θɔːt]    | 'сказать'   |                                                             |
| Арабский                | ثابت    | [ˈθaːbit] | 'твёрдый'   | См. Арабская фонология                                      |
| Английский              | thin    | [θɪn]     | 'тонкий'    | Изображается диграфом th. См. Английская фонетика           |
| Испанский               | cazar   | [kaˈθaɾ]  | 'охотиться' | то же что и /s/ в Латинской Америке. См. Испанская фонетика |
| Греческий               | θάλασσα | [ˈθalasa] | 'море'      | См. Новогреческая фонетика                                  |
| Башкирский              | алыҫ    | [ɑlɯθ]    | 'далёкий'   | Изображается буквой ҫ. См. Башкирский язык                  |
| Туркменский             | sekiz   | [θekið]   | 'восемь'    |                                                             |
| Исландский              | þrír    | [θriːr]   | 'три'       |                                                             |
| Галисийский             | cero    | [θeɾo]    | 'ноль'      |                                                             |
| Сардинский              | petha   | [pɛθa]    | 'мясо'      |                                                             |
| Валлийский              | saith   | [saiθ]    | 'семь'      |                                                             |
| Суахили                 | thamini | [θɑmini]  | 'ценность'  |                                                             |
| Кабильский              | faṯ     | [faθ]     | 'резать'    |                                                             |
| Западный новоарамейский | ?       | [θloːθa]  | 'три'       |                                                             |